# 槐山陰氏
槐山陰氏（クェサヌムし、朝鮮語: 괴산음씨）は、朝鮮の氏族の一つ。本貫は忠清北道槐山郡である。2015年の調査では、3,239人である。
槐山陰氏は、中国から渡来して禮部侍郎を務めた陰俊が始祖である竹山陰氏の分派であり、始祖は1083年に文科及第した陰鼎である。